# Sent Pau de Lisona
Sent Pau de Lisona (en francès Saint-Paul-Lizonne) és un municipi francès situat al departament de la Dordonya i a la regió de la Nova Aquitània.

## Demografia
| 1962                                       | 1968 | 1975 | 1982 | 1990 | 1999 | 2007 |
| ------------------------------------------ | ---- | ---- | ---- | ---- | ---- | ---- |
| 474                                        | 411  | 337  | 361  | 347  | 332  | 318  |
| Des de 1962: població sense dobles comptes |      |      |      |      |      |      |

## Administració
| Període   | Identitat      | Partit |
| --------- | -------------- | ------ |
| 1977-2008 | Raymond Tugal  |        |
| 2008-     | Jean-Paul Gady |        |